# Самнер, Джеймс Батчеллер
Джеймс Батчеллер Са́мнер (англ. James Batcheller Sumner; 19 ноября 1887, Кантон, Массачусетс, — 12 августа 1955, Буффало, Нью-Йорк) — американский биохимик, установивший белковую природу ферментов и впервые выделивший фермент (уреазу) в кристаллическом виде.
Лауреат Нобелевской премии по химии за 1946 год (совместно с У. Стэнли и Дж. Нортропом). Член Национальной академии наук США (1948) и Американской академии искусств и наук (1949).

## Биография

### Ранние годы
Джеймс Батчеллер Самнер родился 19 ноября 1887 года в Кантоне (штат Массачусетс) в семье Чарльза и Элизабет Рэнд Самнер (урожденной Келли). Отец Джеймса Самнера имел большую усадьбу, а дед был владельцем хлопковой фабрики и фермы. Таким образом, в детстве у Самнера была возможность наблюдать за работой паровых двигателей и прядильных машин, а также следить за жизнью фермерского хозяйства.
В юные годы Самнер интересовался огнестрельным оружием и часто ходил на охоту. В один из таких походов, когда Самнеру было 17 лет, произошел несчастный случай: его компаньон случайно выстрелил ему в левую руку, и ее пришлось ампутировать по локоть. Инцидент усугублялся тем фактом, что Самнер был левшой. Однако со временем он натренировался умело пользоваться только одной правой рукой.

### Первое образование
В детстве Самнер несколько лет проучился в гимназии Элиота (англ. Eliot Grammar School), а затем по настоянию отца, уверенного в важности хорошего образования, был отправлен в латинскую школу Роксбери (англ. Roxbury Latin School), куда ему приходилось добираться на поезде и около двух миль идти пешком. Здесь в подготовке к колледжу Самнер провел 6 лет. Любимыми его предметами в школе были химия и физика.
В 1906 году Самнер поступил в Гарвардский колледж и начал изучать электротехнику. В течение нескольких недель, осознав, что ему не хватает математической подготовки в этой области, и что он больше предпочитает химию, Самнер сменил направление обучения. В конце обучения он опубликовал в соавторстве с профессором Г. А. Торри свою первую научную работу, связанную с подходом к синтезу папаверина.

### Дальнейшая жизнь
После окончания Гарварда в 1910 году Самнер начал заниматься хлопковым семейным бизнесом под руководством своего дяди Фредерика В. Самнера и по совместительству менеджера компании «Sumner Knitted Padding Company». Джеймс Самнер работал на фабрике компании по 10 часов в день, кроме субботы, и выполнял различные мелкие и неинтересные для него поручения: разгрузка тюков хлопка, запуск и ремонт прядильных машин, печать корреспонденции. Спустя несколько месяцев у него появилась возможность уехать в Канаду и в течение семестра преподавать там химию в колледже Маунт-Эллисон (Саквилл). Там он был назначен исполняющим обязанности профессора естественных наук.
По возвращении домой, Джеймс Самнер устроился ассистентом по химии в Вустерский политехнический институт. Однако после первого семестра он ушел в отставку, чтобы продолжить учебу в Гарварде для получения докторской степени по химии. По совету друзей он пошел на собеседование в медицинскую школу по специальности биохимия к профессору Отто Фолину. Изначально профессор заявил ему, что однорукий человек не сможет добиться успеха в химических исследованиях, однако Самнер продемонстрировал свою сноровку в лабораторной работе и вскоре приступил к исследованиям под руководством Отто Фолина. В 1913 году Самнер получил степень мастера искусств (A. M.), а в июне 1914 года — докторскую степень (Ph. D.). Его докторская диссертация была посвящена образованию мочевины в организме животных.
Завершив обучение в аспирантуре, Самнер вместе со своим одноклассником отправился в путешествие по Европе. Находясь в Интерлакене, Самнер получил телеграмму с предложением о назначении его доцентом биохимии в Итакском отделении медицинского колледжа при Корнеллском университете. Он принял предложение, однако началась Первая мировая война, и прошел месяц прежде, чем он смог покинуть Швейцарию и затем вернуться в Америку. Приступив к исполнению своих обязанностей, Самнер получил направление на факультет колледжа искусств и наук, а также на факультет медицинского колледжа. Таким образом, осенью 1914 года началась преподавательская и исследовательская карьера Джеймса Самнера в Корнелле. В течение 15 лет он был доцентом, а следующие 9 лет — профессором на факультете физиологии и биохимии Итакского отделения медицинского колледжа. С закрытием этого отделения в 1938 году он был назначен профессором биохимии на кафедру зоологии колледжа искусств и наук. Два года спустя его деятельность была передана под юрисдикцию сельскохозяйственного колледжа, в котором ему были предоставлены новые помещения. В 1945 году в сельскохозяйственном колледже была создана кафедра биохимии, позднее переименованная в кафедру биохимии и питания, и Самнер был назначен в ее штат. В 1947 году на этой кафедре была организована лаборатория химии ферментов, директором которой стал Самнер.
Во время работы в Корнеллском университете, он имел несколько стажировок в ряде других учебных заведений. В 1920—1921 годах, он получил бельгийско-американский грант и работал в медицинской школе Брюссельского университета. В 1929 году он стажировался в университете Стокгольма, а в 1937 году он занимался научной работой в университете Упсалы по стипендии Гуггенхайма. В этом же году Самнер получил от Шведского химического общества золотую медаль Шееле за свой научный вклад в область ферментов.

### Последние годы жизни
В конце 1954 — начале 1955 года, Самнер активно готовился к тому, чтобы после выхода на пенсию провести около года в медицинской школе Бразильского университета Минас-Жерайс, Белу-Оризонти, организовав там лабораторию и запустив исследовательскую программу в области ферментов. В течение шести месяцев он сосредоточился на изучении португальского языка. Он составил списки цен на приборы и оборудование, которые должны были быть приобретены и доставлены к его приезду. Самнер распорядился продать свой дом в Итаке и хотел перевезти семью в Бразилию. Однако планы не удалось довести до конца: весной 1955 года его поразила болезнь.
25—26 мая 1955 года Корнеллский университет провел симпозиум в честь Джеймса Самнера и Л. А. Мейнарда, а на следующий день Самнера доставили в больницу, откуда он так и не вернулся. Он умер от рака 12 августа 1955 года в Мемориальном институте Розуэла Парка (англ. Roswell Park Memorial Institute), Буффало, Нью-Йорк.

## Научные исследования

### Начало индивидуальной исследовательской деятельности
После начала работы в Корнеллском университете в 1914 году Самнер отмечал, что возможности для исследований там не сильно широки из-за недостатка времени, из которого значительная доля уходила на выполнение его преподавательских обязанностей, а также малочисленного оборудования и отсутствия лаборантов. Тем не менее, стремление внести свой вклад в науку заставило Самнера немедленно приступить к исследованиям. Сначала они были связаны с биохимическими аналитическими методами — областью, которой он заинтересовался еще в Гарварде. Его первые работы были посвящены определению содержания аммиака и мочевины в мышцах и моче.

Однако больший интерес Самнер проявлял к проблеме природы ферментов и вскоре решил попытаться выделить фермент в чистом виде. Объясняя это решение в своей Нобелевской лекции в Стокгольме в 1948 году, Самнер заявил:
Далее я хочу рассказать, почему в 1917 году я решил попытаться выделить фермент. На тот момент у меня было мало времени для исследований, не так много аппаратуры, денег на исследования и помощи. Я хотел совершить нечто действительно важное и решил рискнуть. Некоторые коллеги считали, что моя попытка выделить фермент была бессмысленной, но такая точка зрения заставляла меня чувствовать себя еще более уверенным в том, что в случае успеха поиски оправдают себя.
Исследования Самнера в попытках выделить фермент продолжались в течение 9 лет. Его конкретной целью был фермент уреаза, который фигурировал в его предыдущих научных работах. Он обнаружил, что доступным источником этого фермента является «боб Джека» (Канавалия мечевидная). Самнер также предполагал, что ферменты должны иметь белковую природу. Перебрав большое количество методов и реагентов, Самнер получил из бобов концентрат, содержащий мелкие кристаллы, которые после отделения центрифугированием показывали очень высокую уреазную активность в водном растворе и при анализе проявляли себя как белок. В результате этих открытий и дальнейших подтверждающих исследований Самнер опубликовал статью в журнале Journal of Biological Chemistry в августе 1926 года, в которой он объявил о выделении нового кристаллического глобулина из «боба Джека» и представил доказательства того, что выделенный глобулин является ферментом уреазой.

### Критика и поддержка
Большинство биохимиков восприняли сообщение Самнера о выделении фермента с недоверием. Особенно яростно открытие Самнера критиковали немецкий химик Вильштеттер и его группа из Германии, которые в течение многих лет пытались получить чистые ферменты и пришли к ошибочному выводу, что они не имеют белков в своем составе. Немецкие ученые отвергли заявление Самнера на том основании, что кристаллизованный им белок мог просто являться носителем фермента. За этим последовала длительная научная дискуссия. В течение следующих пяти лет Самнер дополнил свой первоначальный результат десятком статей, в которых он представил дополнительные данные, подтверждающие его позицию и решительно отвечающие на критику.
Мощную поддержку Самнер получил в 1930 году после того, как американский биохимик Джон Нортроп сообщил о кристаллизации фермента пепсина. А чуть позже поступило сообщение Нортропа и Куница о кристаллизации трипсина и химотрипсина. Всеобщее признание работ Самнера, а также окончательное доказательство белковой природы ферментов произошло еще позднее и ознаменовалось присуждением в 1946 году Нобелевской премии по химии. Одна ее половина была отдана Самнеру «за открытие способности ферментов к кристаллизации». Другая половина была разделена между Нортропом и У. М. Стэнли, работавшими в Рокфеллеровском институте, «за получение ферментов и вирусных белков в чистом виде».

### Другие исследования
Исследования Самнером ферментов не ограничивались уреазой. Совместно с Доунсом он кристаллизовал каталазу и установил ее белковую природу. Его исследования также коснулись более десятка других ферментов и привели к целому ряду публикаций. Кроме того, Самнер интересовался общими исследованиями в области выделения и очистки белков. Работая в Брюссельском университете, он впервые получил фибриноген, очищенный от тромбопластического вещества.
В общей сложности Джеймс Самнер опубликовал более 100 научных работ и множество других статей технического или научно-популярного характера, связанных с его областью интересов.
Самнеру не нравились типичные встречи научных сообществ, состоящие из прочтения большого количества докладов, и он выступал за новый формат встреч, на которых ученые с общими интересами сидели бы за большими столами в определенные часы и обсуждали свои задачи и исследования.

## Педагогическая деятельность
Первый опыт преподавания Джеймс Самнер получил в колледже Маунт-Эллисон, в Канаде. Там он прочитал два курса химии и один курс физиологии. Этот опыт оказался положительным и дал Самнеру уверенность в своих преподавательских способностях. Когда в 1914 году он приступил к исполнению своих обязанностей в Корнелле, ему было поручено читать лекции и проводить лабораторные работы по биохимии для студентов-медиков, а также читать упрощенный курс для студентов, специализирующихся в области экономики домашнего хозяйства. Также он читал углубленные курсы и проводил семинары.
Несмотря на большую загруженность, у Самнера никогда не было больше двух аспирантов-ассистентов для помощи ему в преподавании. В течение всей своей преподавательской деятельности он курировал научные работы не только аспирантов, специализировавшихся в области биохимии, но и аспирантов, специализировавшихся в других областях, но проявлявших интерес к занятиям биохимией.

Самнер любил преподавать, но был достаточно строг в отношении учебы и работы в лаборатории. Он требовал от студентов грамотности в своих письменных отчетах и на экзаменах. Его раздражала неаккуратность в лаборатории. Он четко и содержательно излагал свои лекции, периодически делая отступления на анекдоты, иногда и о себе самом. Свои преподавательские взгляды он выразил в следующих словах:
Самое важное, что я пытался дать своим ученикам, — это любопытство, чтобы открывать мир вокруг себя, и принципиальность, чтобы искать только истину. Студенты должны изучить то, что происходило до них в прошлом, и получить широкий, а не слишком узконаправленный опыт, если они действительно хотят знать, куда они идут и что они делают.

## Основные труды
Помимо многочисленных научных статей, публикации Самнера включали и несколько книг. Так, в 1927 году был опубликован его учебник по биологической химии:
- James B. Sumner. Textbook of Biological Chemistry. — The MacMillan Company, New York, 1927. — p. 283.

Совместно со своим учеником Дж. Фредом Сомерсом он написал книгу по химии ферментов и руководство к лабораторным работам по биологической химии:
- James B. Sumner, G. Fred Somers. Chemistry and Methods of Enzymes. — Academic Press, Inc., New York, 1943. — p. 365.
- James B. Sumner, G. Fred Somers. Laboratory Experiments in Biological Chemistry. Academic Press, Inc., New York, 1944. — p. 169.

Совместно с профессором Стокгольмского университета Карлом Мирбаком был издан большой труд, названный «Энзимы. Химия и механизм действия». Он был опубликован в виде четырех книг, представляющих собой два тома по две книги в каждом:
- James B. Sumner, Karl Myrbäck. The Enzymes, Chemistry and Mechanism of Action. Vol. I, Part 1. — Academic Press, Inc., New York, 1950. — p. 724.
- James B. Sumner, Karl Myrbäck. The Enzymes, Chemistry and Mechanism of Action. Vol. I, Part 2. — Academic Press, Inc., New York, 1951 — p. 637.
- James B. Sumner, Karl Myrbäck. The Enzymes, Chemistry and Mechanism of Action. Vol. II, Part 1. — Academic Press, Inc., New York, 1951 — p. 790.
- James B. Sumner, Karl Myrbäck. The Enzymes, Chemistry and Mechanism of Action. Vol. II, Part 2. — Academic Press, Inc., New York, 1951 — p. 651.

Эти тома насчитывали около 2800 страниц и включали статьи, написанные семьюдесятью восемью учеными. Каждая из статей была внимательно прочитана Самнером. Некоторые описанные в статьях методики он проверял в лаборатории лично.

## Почётные членства
Джеймс Самнер был членом нескольких обществ и ассоциаций:
- Национальная академия наук США с 1948 года
- Польский институт искусств и наук Америки[англ.]
- Американская академия искусств и наук с 1949 года
- Американское общество химиков-биологов (англ. American Society of Biological Chemists)
- Американская ассоциация развития наук (англ. American Association for the Advancement of Sciences)
- Общество экспериментальной биологии и медицины (англ. Society for Experimental Biology and Medicine)
- Sigma Xi Scientific Research Honor Society
- Phi Kappa Phi Honor Society

## Личная жизнь
Самнер состоял в браке трижды. В 1915 году он женился на Берте Луизе Рикеттс, с которой развелся в 1930 году. В этом браке родилось пятеро детей, из которых выжили четверо. В 1931 году Самнер женился на Агнес Паулине Лундквист из Швеции, с которой также развелся. В 1943 году Самнер женился на Мэри Моррисон Бейер. От этого брака родилось двое детей, выжил из которых только один.
Хобби и увлечения
С самого детства Самнеру нравились некоторые виды спорта, но из-за несчастного случая ему пришлось прилагать большие усилия, чтобы преуспеть в разнообразных спортивных играх. Несмотря на отсутствие левой руки, он преуспел в теннисе, в который продолжал играть и после 60 лет. Он стал победителем чемпионата факультета теннисного клуба Корнелла. Самнер также отлично катался на коньках, лыжах, занимался плаванием, бильярдом и стрельбой по мишеням. Он любил горные походы и сплавы на каноэ, поднимался на вершины Адирондака в штате Нью-Йорк и совершил несколько путешествий на каноэ на крайний север Канады.
Самнер был также опытным фотографом и самостоятельно занимался проявлением и печатью. Увлекался кулинарией и иногда беседовал со студентами на темы приготовления пищи. Он умел читать и говорить на немецком, французском и шведском языках.
Самнер описывал самого себя в юные годы как бунтаря в том, что касалось студенческих правил и обычаев. Только поступив в Гарвард, он курил трубку прямо в студенческом кампусе, несмотря на замечания старшекурсников.
В течение многих лет Самнер считал, что ему не следует водить машину из-за отсутствия у него одной руки. Позже он получил водительские права и стал умелым водителем.
У Самнера была собака — спрингер-спаниель по кличке «Хунден», которого он обучил отвечать на команды как на шведском, так и на английском языках.